# 양화중학교
양화중학교(楊花中學校)는 대한민국 서울특별시 영등포구 문래동3가에 있는 공립 중학교이다.

## 학교 연혁
- 1980년 12월 27일 : 양화중학교 (30학급) 설립인가(現 서울선유초등학교 위치)
- 1981년 3월 2일 : 입학식 (남자 13학급, 여자 5학급)
- 1984년 2월 14일 : 제1회 졸업식 (1,251명)
- 2006년 3월 1일 : 학교 이전 (현재위치 문래동)
- 2022년 3월 1일 : 제13대 선경일 교장 취임
- 2022년 12월 31일 : 제40회 졸업식 205명(누계 15,751명)
- 2023년 3월 2일 : 제43회 입학식 193명(8학급)

## 참고 자료
- 양화중학교 - 한국교육학술정보원 학교알리미